# يونايتد إنترناشونال بيكتشرز
United International Pictures ( UIP ) هي مشروع مشترك بين Paramount Pictures (جزء من ViacomCBS ، المملوكة لشركة Amusements الوطنية ) و Universal Pictures (جزء من NBCUniversal ، مملوكة لشركة Comcast ) التي توزع بعض أفلامها خارج الولايات المتحدة وكندا . كان لدى UIP أيضًا حقوق توزيع دولية لبعض أفلام Metro-Goldwyn-Mayer Pictures وأفلام United Artists عندما كانت MGM جزءًا من المشروع. في عام 2001 ، غادرت MGM UIP ،  ووقعت صفقة توزيع مع ذراع 20th Century Fox الخارجية. قامت الشركة سابقًا بتوزيع إصدارات DreamWorks Pictures دوليًا أيضًا.

## نظرة عامة

### شركة السينما الدولية
يعود تاريخ باراماونت المبكر مع MCA إلى 1950، عندما عمل جزء من مجموعة المواهب في باراماونت بيكتشرز ؛ كان ألفريد هيتشكوك من بين الأكثر شهرة. في عام 1958، اشترت إم سي إي مكتبة الأفلام الروائية الصوتية باراماونت قبل 1950. في عام 1962 ، اشترت إم سي إي استوديوهات يونيفرسال . في عام 1966 ، اشترى Gulf + Western شركة باراماونت.
في خطوة لخفض التكاليف، في عام 1970، نتيجة لقوانين مكافحة الاحتكار الأمريكية، وبسبب تراجع جمهور الأفلام، اتفق كل من باراماونت ويونيفرسال على دمج عملياتهما الدولية في شركة جديدة، شركة السينما الدولية، مسجلة في إنجلترا وويلز. حتى أنها عملت في كندا ومنطقة البحر الكاريبي حتى أواخر السبعينيات، عندما اعتبرت تلك الأراضي جزءًا من السوق «المحلية» في أمريكا الشمالية.
في عام 1973 ، أغلقت Metro-Goldwyn-Mayer Pictures مكاتب التوزيع الخاصة بها وأصبحت شريكًا في سي أي سي، التي تولت التوزيع الدولي لأفلام إم جي إم. ومع ذلك، استحوذ الفنانون المتحدون على توزيع الولايات المتحدة وكندا ومنطقة البحر الكاريبي لأفلام إم جي إم في ذلك الوقت. دخلت سي أي سي أيضًا إلى سوق الفيديو المنزلي من خلال تشكيل CIC Video ، التي وزعت عناوين باراماونت ويونفرسال على الفيديو في جميع أنحاء العالم. ومع ذلك، كان لدى MGM وحدة فيديو خاصة بها ، والتي أصبحت فيما بعد مشروعًا مشتركًا مع CBS باسم MGM / CBS Home Video (المعروف لاحقًا باسم MGM / UA Home Video ، والتي أعيدت تسميتها لاحقًا إلى MGM Home Entertainment).

### الصور الدولية المتحدة
في عام 1981 ، اندمجت MGM مع United Artists ، التي كان لديها وحدة توزيع دولية خاصة بها. رفضت شركة CIC السماح لشركة MGM بالانسحاب من المشروع في ذلك الوقت، لكنها سمحت لهم بدمج أوفرسايس أرم لشركة UA في شركة CIC ، مما أدى إلى إعادة تنظيم الشركة باسم United International Pictures اعتبارًا من 1 نوفمبر 1981.  غادرت MGM في نهاية المطاف المشروع في عام 2001 ، عندما نقلت توزيعها الدولي إلى 20th Century Fox . كان فيلم MGM الأخير الذي تم إصداره من خلال UIP هو هانيبال .
في عام 1986 ، اشترى Ted Turner MGM / UA ، ولكن أعاد بيع الشركة في وقت لاحق باستثناء مكتبة الأفلام الخاصة بها، والتي تضمنت مكتبة الأفلام والتلفزيون MGM قبل عام 1986 ومكتبة أفلام Warner Bros. ما قبل عام 1950 (التي تم بيعها إلى أسوشيتد آرتس برودكشنز في عام 1956 ، وحصل عليها الفنانون المتحدون في عام 1958). بعد أن استحوذت Turner على هذه المكتبة، وقع UIP (من خلال MGM / UA) على صفقة لمواصلة توزيع مكتبات أفلام ما قبل مايو 1986 MGM وما قبل 1950 من Warner Bros. للإصدار المسرحي.
عاش اسم CIC في قسم الفيديو الخاص بها، والذي أصبح مدارًا بشكل مباشر كمشروع مشترك لـ Paramount Home Video و MCA Videocassette، Inc. (لاحقًا MCA Home Video و MCA / Universal Home Video). استمرت CIC Video حتى عام 1999 ، عندما اشترت Universal شركة PolyGram Filmed Entertainment وأعادت تنظيم قسم الفيديو (الذي كان مشروعًا مشتركًا مع ما يُعرف الآن بـ Sony Pictures Home Entertainment ، ولا يزال كذلك حتى يومنا هذا) تحت الاسم العالمي، بينما تولى Paramount الملكية الكاملة من CIC Video ودمجها تحت قسم الفيديو الخاص بها.
كان لدى UIP أيضًا ذراع تلفزيوني للاشتراك ، UIP Pay TV ، الذي وزع Paramount و MGM / UA وإصدارات Universal لدفع مذيعي التلفزيون خارج الولايات المتحدة وكندا وبورتوريكو ومنطقة الكاريبي الناطقة باللغة الإنجليزية. تم تفكيك UIP Pay TV في عام 1997 بعد تحقيق دام 4 سنوات من قبل الاتحاد الأوروبي، حيث اتهم UIP كمنظمة شبيهة بالتكتلات. تم نقل حقوق التلفزيون المدفوعة للأفلام في نهاية المطاف إلى Paramount International Television (أعيدت تسميته لاحقًا CBS Paramount International Television والمعروف حاليًا باسم CBS Studios International ؛ اليوم، يتم توزيع أفلام Paramount بواسطة Trifecta Entertainment & Media ) ، Universal Worldwide Television (المعروف حاليًا باسم NBC العالمية للتوزيع التلفزيوني العالمي) و MGM Worldwide Television .

### إعادة التنظيم 2007
مع بدء شباك التذاكر الدولي في تجاوز شباك التذاكر في الولايات المتحدة، بدأت Paramount Pictures و Universal Pictures مناقشات حول مستقبل United International Pictures تحت نائب رئيس Universal Universal مارك مارك شوجر ونائب رئيس شركة Paramount روب فريدمان. أكملهم Shmuger مع Rob Moore ، الذي تم تعيينه مؤخرًا رئيسًا لشركة Paramount Pictures للتسويق والتوزيع في جميع أنحاء العالم. اتفقت الشركتان على الدول التي ستواصل UIP العمل فيها وعلى مسودة نظام لاختيار الدول التي ستتولى فيها هذه الشركة عمليات UIP وسيتعين على الأخرى بدء العمليات. إما أن توزع الأفلام من الباطن في بلدان UIP السابقة الأخرى حتى عام 2009. اعتبارًا من 1 يناير 2007 ، قامت United International Pictures بتخفيض عملياتها الدولية بشكل كبير. تتم إدارة ما لا يقل عن 15 دولة رئيسية مباشرة بشكل منفصل من قبل يونيفرسال، حيث تتولى العمليات في النمسا وبلجيكا وألمانيا وإيطاليا وهولندا وروسيا وكوريا الجنوبية وإسبانيا وسويسرا وباراماونت، وتتولى العمليات في أستراليا والبرازيل وفرنسا وأيرلندا ، المكسيك ونيوزيلندا وروسيا والمملكة المتحدة . كان من المقرر أن يستمر UIP في اليابان وكوريا والأرجنتين وشيلي وكولومبيا والدنمارك واليونان والمجر والهند وماليزيا والنرويج وبنما وبيرو وبولندا وسنغافورة وجنوب إفريقيا والسويد وتايوان وتايلاند وتركيا.  أعلنت شركة يونيفرسال في نوفمبر 2007 انسحابها من UIP في كوريا الجنوبية لإنشاء فرع خاص بها في نفس الوقت الذي توقفت فيه عملية UIP الأخرى ؛ أعلنت شركة باراماونت أنه في ذلك البلد، ستكون شركة CJ Entertainment الموزع الحصري للشركة.  تم تعيين أندرو كريبس رئيس UIP وكبير موظفي التشغيل كرئيس لشركة Paramount Pictures International. في عامها الأول، قامت شركة باراماونت بيكتشرز بتوزيع الأفلام التي حققت مليار علامة في يوليو 2007 ، وهو الاستوديو الخامس في ذلك العام. 
على الرغم من أنه كان من المخطط في البداية أن تبقى عملياتهم اليابانية سليمة، انسحبت يونايتد إنترناشونال بيكتشرز من السوق اليابانية في أواخر عام 2007.  ونتيجة لذلك، بدأت Paramount Pictures في التعامل مع توزيعها الياباني لأفلامها بأنفسهم حتى 31 يناير 2016 ، عندما شكلوا تحالف توزيع مع شركة TOWA PICTURES Company Ltd. للتوزيع المسرحي الياباني لأفلامهم ، بدءًا من The Big Short في 4 مارس، 2016.  شكلت Universal Pictures Japan أيضًا تحالفات توزيع مع شركة TOHO-TOWA ، المحدودة للتوزيع المسرحي  و Geneon Entertainment (الآن NBCUniversal Entertainment Japan ) لتوزيع الترفيه المنزلي. 
في عام 2002 ، انسحبت شركة يونايتد إنترناشونال بيكتشرز من السوق الفنلندية . ونتيجة لذلك، تم التعامل مع إصداراتهم في ذلك البلد من تلك النقطة فصاعدًا بواسطة Buena Vista International Finland حتى عام 2006 ، عندما تم توزيعها على شركة السينما الوطنية Finnkino.

### منظمة سابقة
كان مقر الشركة سابقًا في لندن ، المملكة المتحدة ، على الرغم من أن عملياتها في هذا البلد قد استولت عليها شركة Paramount Pictures. ومع ذلك، اعتبارًا من عام 2010 ، استمروا في توزيع الأفلام بشكل مباشر في 20 دولة، الأرجنتين ، الإكوادور ، فنزويلا ، كولومبيا ، الدنمارك ، اليونان ، المجر ، إندونيسيا ، ماليزيا ، النرويج ، بنما ، بيرو ، بولندا ، سنغافورة ، جنوب أفريقيا ، السويد ، تايوان وتايلاند والإمارات وتركيا . بالإضافة إلى ذلك، أبرمت الشركة اتفاقيات توزيع مع شركات التوزيع المملوكة محليًا في 43 دولة أخرى.  أحد الأمثلة على ذلك هو Bontonfilm في جمهورية التشيك ، الذي قام سابقًا بتوزيع مواد من CIC و UIP في كل من الأسواق التشيكية والسلوفاكية .

## روابط خارجية
- يونايتد إنترناشونال بيكتشرز على موقع IMDb (الإنجليزية)
- الموقع الرسمي